# تدرجاوات
التدرجاوات (الاسم العلمي: Phasianinae) هي أسرة من فصيلة التدرجية. وقد صنفت عام 1821 بواسطة عالم الطب الطبيعي ثوماس هورسفيلد.